# Observation en milieu ouvert
 (octobre 2012).
Si vous disposez d'ouvrages ou d'articles de référence ou si vous connaissez des sites web de qualité traitant du thème abordé ici, merci de compléter l'article en donnant les références utiles à sa vérifiabilité et en les liant à la section « Notes et références ».
L'Observation en Milieu Ouvert (« OMO ») est, en droit français, une mesure d'investigation utilisée par le juge des enfants pour connaître la situation d'un enfant. Elle n'a aucune visée éducative mais seulement d'investigation.
Elle peut revêtir le cadre d'une enquête sociale ou d'une enquête psychologique, ou un assemblage de ces deux types d'enquêtes.
Elle est confiée soit au service de l'Aide sociale à l'enfance, soit au service de la Protection judiciaire de la jeunesse, soit à un enquêteur social, soit à un psychologue.